# Liste der Baudenkmale in Hann. Münden (Außenbezirke)
In der Liste der Baudenkmale in Hann. Münden (Außenbezirke) sind alle Baudenkmale der Außenbezirke der niedersächsischen Gemeinde Hann. Münden (Landkreis Göttingen) aufgelistet. Der Stand der Liste ist das Jahr 1993. In der Liste der Baudenkmale in Hann. Münden befinden sich die Baudenkmale Hann. Münden.

## Allgemein
In den Spalten befinden sich folgende Informationen:
- Lage: die Adresse des Baudenkmales und die geographischen Koordinaten. Kartenansicht, um Koordinaten zu setzen. In der Kartenansicht sind Baudenkmale ohne Koordinaten mit einem roten Marker dargestellt und können in der Karte gesetzt werden. Baudenkmale ohne Bild sind mit einem blauen Marker gekennzeichnet, Baudenkmale mit Bild mit einem grünen Marker.
- Bezeichnung: Bezeichnung des Baudenkmales
- Beschreibung: die Beschreibung des Baudenkmales. Unter § 3 Abs. 2 NDSchG werden Einzeldenkmale und unter § 3 Abs. 3 NDSchG Gruppen baulicher Anlagen und deren Bestandteile ausgewiesen.
- ID: die Objekt-ID des Baudenkmales
- Bild: ein Bild des Baudenkmales, ggf. zusätzlich mit einem Link zu weiteren Fotos des Baudenkmals im Medienarchiv Wikimedia Commons. Wenn man auf das Kamerasymbol klickt, können Fotos zu Baudenkmalen aus dieser Liste hochgeladen werden:

## Bonaforth

### Gruppe: Kirche mit Kirchhof und Einfriedungsmauer
Die Gruppe „Kirche mit Kirchhof und Einfriedungsmauer“ hat die ID 41760575.

| Lage                                          | Bezeichnung | Beschreibung | ID       | Bild |
| --------------------------------------------- | ----------- | --- | -------- | ---- |
| Bonaforther Straße 51° 24′ 8″ N, 9° 37′ 36″ O | Kapelle     | Die evangelische Kapelle Bonaforth wurde 1784 erbaut. Sie steht an einer Stelle, wo sich die Bonaforther Straße gabelt. Die Kapelle hat einen Sockel aus Duck- und Quadersteinen, darüber befindet sich ein Fachwerkgebäude mit einem Satteldach. Auf dem Satteldach befindet sich ein oktogonaler Giebelreiter. Im Inneren befindet sich ein Taufstein aus dem Jahr 1771 und ein Gestühl für den Kirchenvorstand aus dem 17. Jahrhundert. | 36468322 |      |
| Bonaforther Straße 51° 24′ 8″ N, 9° 37′ 36″ O | Kirchhof    | | 41760623 |      |
| Bonaforther Straße 51° 24′ 8″ N, 9° 37′ 35″ O | Einfriedung | | 36468437 |      |

### Gruppe: Bonaforther Straße 121, 123, 125
Die Gruppe „Bonaforther Straße 121, 123, 125“ hat die ID 36464237.

| Lage                                              | Bezeichnung | Beschreibung | ID       | Bild |
| ------------------------------------------------- | ----------- | ------------ | -------- | ---- |
| Bonaforther Straße 121 51° 24′ 7″ N, 9° 37′ 35″ O | Wohnhaus    |              | 36468249 |      |
| Bonaforther Straße 123 51° 24′ 8″ N, 9° 37′ 34″ O | Wohnhaus    |              | 36468277 |      |
| Bonaforther Straße 125 51° 24′ 8″ N, 9° 37′ 34″ O | Wohnhaus    |              | 36468300 |      |

### Gruppe: Hofanlage Bonaforther Straße  95
Die Gruppe „Hofanlage Bonaforther Straße  95“ hat die ID 36464221.

| Lage                                             | Bezeichnung              | Beschreibung | ID       | Bild |
| ------------------------------------------------ | ------------------------ | ------------ | -------- | ---- |
| Bonaforther Straße 95 51° 24′ 2″ N, 9° 37′ 35″ O | Wohn-/Wirtschaftsgebäude |              | 36468164 |      |
| Bonaforther Straße 95 51° 24′ 2″ N, 9° 37′ 34″ O | Stall/Speicher           |              | 36468186 |      |
| Bonaforther Straße 95 51° 24′ 2″ N, 9° 37′ 34″ O | Backhaus                 |              | 36468208 |      |

### Einzelbaudenkmale
| Lage                                              | Bezeichnung              | Beschreibung | ID       | Bild |
| ------------------------------------------------- | ------------------------ | --- | -------- | ---- |
| Am Felde 9 51° 24′ 4″ N, 9° 37′ 40″ O             | Wohnhaus                 | Das Wohnhaus wurde im letzten Drittel des 18. Jahrhunderts erbaut. Es ist ein langgestrecktes, zweigeschossiges Fachwerkhaus mit einem Satteldach und wird heute als Wohnhaus genutzt. | 36468393 |      |
| Bonaforther Straße 111 51° 24′ 5″ N, 9° 37′ 36″ O | Wohnhaus                 | | 36468346 |      |
| Bonaforther Straße 120 51° 24′ 7″ N, 9° 37′ 36″ O | Wohn-/Wirtschaftsgebäude | | 36468370 |      |
| Bonaforther Straße 120 51° 24′ 7″ N, 9° 37′ 36″ O | Staketzaun               | | 36468415 |      |
| Alte Kasseler Straße 51° 23′ 47″ N, 9° 37′ 35″ O  | Brücke                   | | 41190717 |      |
| B 496 51° 23′ 18″ N, 9° 37′ 48″ O                 | Brücke                   | | 36488870 | BW   |

## Gimte

### Gruppe: Kirchhof Gimte
Die Gruppe „Kirchhof Gimte“ hat die ID 36464287.

| Lage                                           | Bezeichnung    | Beschreibung | ID       | Bild           |
| ---------------------------------------------- | -------------- | --- | -------- | -------------- |
| Berliner Straße 97 51° 26′ 21″ N, 9° 38′ 26″ O | Kirche         | Die evangelische Pfarrkirche St. Marien besteht aus einem um 1300 errichteten rechteckigen Chorraum mit zwei Gewölbejochen sowie einem ebenfalls rechteckigen, etwas größeren Anbau, der zwischen 1610 und 1612 errichtet wurde. Auch dieser Teil ist mit einem zweijochigen Gewölbe überspannt, er trägt im Westen einen verschieferten Dachreiter. Die Spitzbogenfenster stammen aus dem frühen 19. Jahrhundert. Im Inneren steht auf Taufstein von 1617 sowie ein Blockaltar von 1289, über dem ein Altarretabel aus dem Ende des 17. Jahrhunderts aufragt. | 36468863 | Weitere Bilder |
| Berliner Straße 97 51° 26′ 21″ N, 9° 38′ 26″ O | Kirchhof       | | 36468886 |                |
| Berliner Straße 97 51° 26′ 20″ N, 9° 38′ 26″ O | Kriegerdenkmal | | 36468909 |                |

### Gruppe: Berliner Straße 95
Die Gruppe „Berliner Straße 95“ hat die ID 36464270.

| Lage                                            | Bezeichnung  | Beschreibung | ID       | Bild |
| ----------------------------------------------- | ------------ | ------------ | -------- | ---- |
| Berliner Straße 95 51° 26′ 21″ N, 9° 38′ 25″ O  | Pfarrhaus    |              | 36468819 |      |
| Berliner Straße 95A 51° 26′ 21″ N, 9° 38′ 24″ O | Nebengebäude |              | 36468841 |      |

### Gruppe: Berliner Straße 47
Die Gruppe „Berliner Straße 47“ hat die ID 36464254.

| Lage                                           | Bezeichnung | Beschreibung | ID       | Bild |
| ---------------------------------------------- | ----------- | ------------ | -------- | ---- |
| Berliner Straße 47 51° 26′ 10″ N, 9° 38′ 24″ O | Wohnhaus    |              | 36468775 | BW   |
| Berliner Straße 47 51° 26′ 10″ N, 9° 38′ 26″ O | Speicher    |              | 36468797 | BW   |

### Einzelbaudenkmale
| Lage                                                | Bezeichnung    | Beschreibung | ID       | Bild |
| --------------------------------------------------- | -------------- | ------------ | -------- | ---- |
| Berliner Straße 55 51° 26′ 13″ N, 9° 38′ 26″ O      | Wohnhaus       |              | 36468931 | BW   |
| Berliner Straße 69 51° 26′ 13″ N, 9° 38′ 24″ O      | Scheune        |              | 36468973 | BW   |
| Berliner Straße 87 51° 26′ 20″ N, 9° 38′ 27″ O      | Wohnhaus       |              | 36468994 | BW   |
| Berliner Straße 99 51° 26′ 22″ N, 9° 38′ 25″ O      | Wohnhaus       |              | 36469015 | BW   |
| Berliner Straße 103 51° 26′ 23″ N, 9° 38′ 23″ O     | Scheune        |              | 36469036 | BW   |
| Berliner Straße 103 51° 26′ 23″ N, 9° 38′ 24″ O     | Stall/Speicher |              | 36469057 | BW   |
| Berliner Straße 111 51° 26′ 24″ N, 9° 38′ 27″ O     | Wohnhaus       |              | 36469078 | BW   |
| Berliner Straße 121 51° 26′ 27″ N, 9° 38′ 28″ O     | Wohnhaus       |              | 36469099 | BW   |
| Flößerweg 20 51° 26′ 13″ N, 9° 38′ 23″ O            | Wohnhaus       |              | 36468952 | BW   |
| Volkmarshauser Straße 1 51° 26′ 21″ N, 9° 38′ 28″ O | Schule         |              | 36469120 |      |

## Hedemünden

### Gruppe: Kirchhof St. Michael
Die Gruppe „Kirchhof St. Michael“ hat die ID 36464340.

#### Gruppe: Bachstraße 20
Die Gruppe „Bachstraße 20“ hat die ID 36464411.

| Lage                                                 | Bezeichnung | Beschreibung | ID       | Bild |
| ---------------------------------------------------- | ----------- | ------------ | -------- | ---- |
| An der Michaeliskirche 24 51° 23′ 17″ N, 9° 46′ 2″ O | Wohnhaus    |              | 36469705 | BW   |

#### Einzelbaudenkmale in der Gruppe „Kirchhof St. Michael“
| Lage                                                  | Bezeichnung                       | Beschreibung | ID       | Bild           |
| ----------------------------------------------------- | --------------------------------- | --- | -------- | -------------- |
| An der Michaeliskirche 2 51° 23′ 19″ N, 9° 45′ 58″ O  | Kirche St. Michaelis              | Die evangelisch-lutherische Saalkirche St. Michaelis geht auf einen vorromanischen Saalbau im Zusammenhang mit der Curtis zurück. Der um 1210 errichtete größere Nachfolgebau wurde in gotischer Zeit zur heutigen Größe erweitert und baulich verändert. Das Mansarddach ist auf 1725 datiert, der Turmhelm stammt aus dem ausgehenden 18. Jahrhundert. Im Inneren des mit einer Holztonne überspannten Langhauses sind Reste einer gotischen Bemalung erhalten. Die Renaissance-Kanzel ist in eine Altarwand des 18. Jahrhunderts integriert, der Orgelprospekt in eine zweigeschossige Empore, deren untere Etage dreiseitig umlaufend ausgebildet ist. | 36469297 | Weitere Bilder |
| An der Michaeliskirche 2 51° 23′ 20″ N, 9° 45′ 58″ O  | Kirchhof der Kirche St. Michaelis | | 36469342 |                |
| An der Michaeliskirche 3 51° 23′ 19″ N, 9° 45′ 59″ O  | Wohnhaus                          | | 36469365 | BW             |
| An der Michaeliskirche 4 51° 23′ 18″ N, 9° 45′ 57″ O  | Wohnhaus                          | | 36469387 | BW             |
| An der Michaeliskirche 5 51° 23′ 18″ N, 9° 45′ 58″ O  | ehem. Schule                      | | 36469409 | BW             |
| An der Michaeliskirche 6 51° 23′ 18″ N, 9° 45′ 57″ O  | Wohnhaus                          | | 36469275 | BW             |
| An der Michaeliskirche 7 51° 23′ 18″ N, 9° 45′ 59″ O  | Wohnhaus                          | | 36469455 | BW             |
| An der Michaeliskirche 8 51° 23′ 18″ N, 9° 45′ 57″ O  | Wohnhaus                          | | 36469479 | BW             |
| An der Michaeliskirche 9 51° 23′ 18″ N, 9° 45′ 58″ O  | ehem. Schule                      | | 36469505 | BW             |
| An der Michaeliskirche 10 51° 23′ 17″ N, 9° 45′ 58″ O | Wohnhaus                          | | 36469529 | BW             |
| An der Michaeliskirche 11 51° 23′ 18″ N, 9° 46′ 0″ O  | Wohnhaus                          | | 36469551 | BW             |
| An der Michaeliskirche 12 51° 23′ 18″ N, 9° 45′ 59″ O | Wohnhaus                          | | 36469573 | BW             |
| An der Michaeliskirche 14 51° 23′ 18″ N, 9° 45′ 59″ O | Wohnhaus                          | | 36469595 | BW             |
| An der Michaeliskirche 15 51° 23′ 18″ N, 9° 46′ 0″ O  | Wohnhaus                          | | 36469617 | BW             |
| An der Michaeliskirche 17 51° 23′ 17″ N, 9° 46′ 0″ O  | Wohnhaus                          | | 36469639 | BW             |
| An der Michaeliskirche 18 51° 23′ 17″ N, 9° 46′ 0″ O  | Wohnhaus                          | | 36469661 | BW             |
| An der Michaeliskirche 22 51° 23′ 17″ N, 9° 46′ 1″ O  | Wohnhaus                          | | 36469683 | BW             |
| Bachstraße 14 51° 23′ 17″ N, 9° 46′ 3″ O              | Wohnhaus                          | | 36469727 |                |

### Gruppe: Bachstraße 20
Die Gruppe „Bachstraße 20“ hat die ID 36464411. Ein weiteres Baudenkmale (Wohnhaus, An der Michaeliskirche 24) befindet sich zusätzlich in der Gruppe „Kirchhof St. Michael“.

| Lage                                     | Bezeichnung              | Beschreibung                   | ID       | Bild |
| ---------------------------------------- | ------------------------ | ------------------------------ | -------- | ---- |
| Bachstraße 20 51° 23′ 16″ N, 9° 46′ 3″ O | Wohn-/Wirtschaftsgebäude | Baudenkmalgruppe Bachstraße 20 | 36470970 |      |

### Gruppe: Ortskern Hedemünden
Die Gruppe „Ortskern Hedemünden“ hat die ID 36464359.

| Lage                                          | Bezeichnung              | Beschreibung                                                                                       | ID       | Bild |
| --------------------------------------------- | ------------------------ | -------------------------------------------------------------------------------------------------- | -------- | ---- |
| Bachstraße 4 51° 23′ 19″ N, 9° 46′ 2″ O       | Wohnhaus                 | | 36471168 |      |
| Bachstraße 5 51° 23′ 18″ N, 9° 46′ 3″ O       | Wohnhaus                 | | 36469793 |      |
| Bachstraße 7 51° 23′ 18″ N, 9° 46′ 3″ O       | Wohnhaus                 | | 36469815 |      |
| Bachstraße 8 51° 23′ 18″ N, 9° 46′ 2″ O       | Wohnhaus                 | nur die Vorkragung des 16. Jh.                                                                     | 36472037 |      |
| Bachstraße 9 51° 23′ 18″ N, 9° 46′ 3″ O       | Wohnhaus                 | | 36469837 |      |
| Bachstraße 9 51° 23′ 17″ N, 9° 46′ 4″ O       | Scheune                  | | 36469859 |      |
| Hinterstraße 2 51° 23′ 24″ N, 9° 46′ 3″ O     | Wohnhaus                 | | 36471189 | BW   |
| Hinterstraße 3 51° 23′ 25″ N, 9° 46′ 3″ O     | Wohnhaus                 | | 36469970 |      |
| Hinterstraße 4 51° 23′ 24″ N, 9° 46′ 4″ O     | Wohnhaus                 | |          |      |
| Hinterstraße 6 51° 23′ 24″ N, 9° 46′ 5″ O     | Wohnhaus                 | |          |      |
| Hinterstraße 7/9 51° 23′ 25″ N, 9° 46′ 5″ O   | Wohnhaus                 | |          |      |
| Hinterstraße 8 51° 23′ 24″ N, 9° 46′ 5″ O     | Wohnhaus                 | |          |      |
| Hinterstraße 10 51° 23′ 24″ N, 9° 46′ 6″ O    | Wohnhaus                 | |          |      |
| Hinterstraße 11 51° 23′ 25″ N, 9° 46′ 5″ O    | Wohnhaus                 | |          |      |
| Hinterstraße 14 51° 23′ 24″ N, 9° 46′ 6″ O    | Wohnhaus                 | |          |      |
| Hinterstraße 15 51° 23′ 25″ N, 9° 46′ 6″ O    | Wohnhaus                 | |          |      |
| Hinterstraße 16 51° 23′ 24″ N, 9° 46′ 7″ O    | Wohnhaus                 | |          |      |
| Hinterstraße 17 51° 23′ 25″ N, 9° 46′ 6″ O    | Wohnhaus                 | |          |      |
| Hinterstraße 18 51° 23′ 24″ N, 9° 46′ 7″ O    | Wohnhaus                 | |          |      |
| Hinterstraße 19 51° 23′ 25″ N, 9° 46′ 7″ O    | Wohnhaus                 | |          |      |
| Hinterstraße 20/22 51° 23′ 24″ N, 9° 46′ 8″ O | Wohnhaus                 | |          |      |
| Hinterstraße 21 51° 23′ 24″ N, 9° 46′ 8″ O    | Wohnhaus                 | |          |      |
| Hinterstraße 23 51° 23′ 24″ N, 9° 46′ 8″ O    | Wohnhaus                 | |          |      |
| Hinterstraße 27 51° 23′ 24″ N, 9° 46′ 9″ O    | Wohnhaus                 | |          |      |
| Hinterstraße 28 51° 23′ 24″ N, 9° 46′ 10″ O   | Wohnhaus                 | |          |      |
| Hinterstraße 29 51° 23′ 24″ N, 9° 46′ 10″ O   | Wohnhaus                 | |          |      |
| Hinterstraße 30 51° 23′ 24″ N, 9° 46′ 11″ O   | Wohnhaus                 | |          |      |
| Hinterstraße 31 51° 23′ 24″ N, 9° 46′ 11″ O   | Wohnhaus                 | |          |      |
| Hinterstraße 32 51° 23′ 24″ N, 9° 46′ 11″ O   | Wohnhaus                 | |          |      |
| Hinterstraße 33 51° 23′ 24″ N, 9° 46′ 12″ O   | Wohnhaus                 | |          |      |
| Hinterstraße 35 51° 23′ 24″ N, 9° 46′ 12″ O   | Wohnhaus                 | |          |      |
| Rathausstraße 1 51° 23′ 20″ N, 9° 46′ 2″ O    | Wohnhaus                 | | 36470456 |      |
| Rathausstraße 2 51° 23′ 20″ N, 9° 46′ 3″ O    | Gasthaus                 | | 36469881 |      |
| Rathausstraße 2 51° 23′ 20″ N, 9° 46′ 3″ O    | Nebengebäude             | | 36472233 | BW   |
| Rathausstraße 3 51° 23′ 21″ N, 9° 46′ 3″ O    | Wohnhaus                 | | 36470478 |      |
| Rathausstraße 5 51° 23′ 21″ N, 9° 46′ 3″ O    | Wohnhaus                 | | 36470501 | BW   |
| Rathausstraße 6 51° 23′ 20″ N, 9° 46′ 4″ O    | Rathaus                  | Zweigeschossiges Fachwerkhaus von 1721 auf Sandsteinsockel. Barocke Eingangstür an der Giebelseite | 36469926 |      |
| Rathausstraße 7/9 51° 23′ 21″ N, 9° 46′ 4″ O  | Wohnhaus                 | | 36471401 | BW   |
| Rathausstraße 8 51° 23′ 20″ N, 9° 46′ 4″ O    | Wohn-/Geschäftshaus      | | 36469948 |      |
| Rathausstraße 12 51° 23′ 21″ N, 9° 46′ 6″ O   | Wohnhaus                 | | 36470765 |      |
| Rathausstraße 13 51° 23′ 21″ N, 9° 46′ 7″ O   | Wohn-/Wirtschaftsgebäude | | 36471485 | BW   |
| Rathausstraße 14 51° 23′ 21″ N, 9° 46′ 7″ O   | Wohnhaus                 | | 36470787 |      |
| Rathausstraße 15 51° 23′ 22″ N, 9° 46′ 8″ O   | Wohnhaus                 | | 36471506 | BW   |
| Rathausstraße 16 51° 23′ 21″ N, 9° 46′ 7″ O   | Wohnhaus                 | | 36470809 |      |
| Rathausstraße 17 51° 23′ 22″ N, 9° 46′ 8″ O   | Wohnhaus                 | |          |      |
| Rathausstraße 18 51° 23′ 21″ N, 9° 46′ 8″ O   | Wohnhaus                 | |          |      |
| Rathausstraße 19 51° 23′ 22″ N, 9° 46′ 8″ O   | Wohnhaus                 | |          |      |
| Rathausstraße 20 51° 23′ 21″ N, 9° 46′ 9″ O   | Wohnhaus                 | |          |      |
| Rathausstraße 21 51° 23′ 22″ N, 9° 46′ 9″ O   | Wohnhaus                 | |          |      |
| Rathausstraße 22 51° 23′ 21″ N, 9° 46′ 10″ O  | Wohnhaus                 | |          |      |
| Rathausstraße 23 51° 23′ 22″ N, 9° 46′ 10″ O  | Wohnhaus                 | |          |      |
| Rathausstraße 23 51° 23′ 22″ N, 9° 46′ 10″ O  | Scheune                  | |          |      |
| Rathausstraße 24 51° 23′ 21″ N, 9° 46′ 11″ O  | Wohnhaus                 | |          |      |
| Rathausstraße 24 51° 23′ 21″ N, 9° 46′ 10″ O  | Wohn-/Wirtschaftsgebäude | |          | BW   |
| Rathausstraße 25 51° 23′ 22″ N, 9° 46′ 11″ O  | Wohnhaus                 | |          |      |
| Rathausstraße 26 51° 23′ 22″ N, 9° 46′ 11″ O  | Wohnhaus                 | |          | BW   |
| Rathausstraße 26 51° 23′ 21″ N, 9° 46′ 11″ O  | Wohnhaus                 | |          | BW   |
| Rathausstraße 27 51° 23′ 22″ N, 9° 46′ 11″ O  | Wohnhaus                 | |          |      |
| Rathausstraße 29 51° 23′ 22″ N, 9° 46′ 11″ O  | Wohnhaus                 | |          |      |
| Rathausstraße 30 51° 23′ 22″ N, 9° 46′ 12″ O  | Wohnhaus                 | |          |      |
| Steinstraße 3 51° 23′ 21″ N, 9° 46′ 3″ O      | Wohnhaus                 | abgerissen                                                                                         |          | BW   |
| Steinstraße 5 51° 23′ 22″ N, 9° 46′ 3″ O      | Wohnhaus                 | |          | BW   |
| Steinstraße 7 51° 23′ 22″ N, 9° 46′ 3″ O      | Wohnhaus                 | |          | BW   |
| Steinstraße 9 51° 23′ 23″ N, 9° 46′ 2″ O      | Wohnhaus                 | |          | BW   |
| Steinstraße 11 51° 23′ 23″ N, 9° 46′ 2″ O     | Wohnhaus                 | |          | BW   |
| Steinstraße 13 51° 23′ 24″ N, 9° 46′ 2″ O     | Wohnhaus                 | |          | BW   |
| Steinstraße 15 51° 23′ 24″ N, 9° 46′ 2″ O     | Wohnhaus                 | |          | BW   |
| Steinstraße 17 51° 23′ 24″ N, 9° 46′ 2″ O     | Wohnhaus                 | |          | BW   |
| Steinstraße 19 51° 23′ 25″ N, 9° 46′ 2″ O     | Wohnhaus                 | |          | BW   |
| Steinstraße 21 51° 23′ 25″ N, 9° 46′ 2″ O     | Wohnhaus                 | |          | BW   |
| Steinstraße 8 51° 23′ 23″ N, 9° 46′ 3″ O      | Wohnhaus                 | |          | BW   |
| Steinstraße 10 51° 23′ 23″ N, 9° 46′ 3″ O     | Wohnhaus                 | |          | BW   |
| Steinstraße 14 51° 23′ 24″ N, 9° 46′ 3″ O     | Wohnhaus                 | |          | BW   |
| Steinstraße 16 51° 23′ 24″ N, 9° 46′ 3″ O     | Wohnhaus                 | |          | BW   |
| Steinstraße 24 51° 23′ 25″ N, 9° 46′ 3″ O     | Wohnhaus                 | |          |      |
| Oppertor 24 51° 23′ 20″ N, 9° 46′ 1″ O        | Wohnhaus                 | | 36470412 | BW   |
| Oppertor 28 51° 23′ 20″ N, 9° 46′ 2″ O        | Wohnhaus                 | | 36470434 |      |

### Gruppe: Ortseingang Oppertor
Die Gruppe „Ortseingang Oppertor“ hat die ID 36464377.

| Lage                                   | Bezeichnung              | Beschreibung                          | ID       | Bild |
| -------------------------------------- | ------------------------ | ------------------------------------- | -------- | ---- |
| Oppertor 3 51° 23′ 21″ N, 9° 45′ 55″ O | Wohn-/Wirtschaftsgebäude | Baudenkmalgruppe Ortseingang Oppertor | 36471862 |      |
| Oppertor 5 51° 23′ 21″ N, 9° 45′ 55″ O | Wohn-/Wirtschaftsgebäude | Baudenkmalgruppe Ortseingang Oppertor | 36471883 |      |
| Oppertor 9 51° 23′ 21″ N, 9° 45′ 56″ O | Wohn-/Wirtschaftsgebäude | Baudenkmalgruppe Ortseingang Oppertor | 36469749 |      |

### Einzelbaudenkmale
| Lage                                               | Bezeichnung         | Beschreibung | ID       | Bild |
| -------------------------------------------------- | ------------------- | ------------ | -------- | ---- |
| An der Mühle 2/4 51° 23′ 16″ N, 9° 46′ 4″ O        | Ehem. Schiffermühle |              | 36470949 |      |
| Oppertor/Brückenstraße 51° 23′ 22″ N, 9° 45′ 53″ O | Ehrenmal            |              | 36471041 | BW   |
| Klippentor 5 51° 23′ 26″ N, 9° 46′ 2″ O            | Brauhaus            |              | 36471148 | BW   |
| Mündener Straße 2 51° 23′ 24″ N, 9° 45′ 51″ O      | Gasthaus            |              | 36471018 |      |
| Oppertor 20 51° 23′ 21″ N, 9° 45′ 59″ O            | Pfarrhaus           |              | 36472058 |      |

## Hemeln

### Gruppe: Kloster Bursfelde
Die Gruppe „Kloster Bursfelde“ hat die ID 36464632.

| Lage                                                 | Bezeichnung | Beschreibung | ID       | Bild           |
| ---------------------------------------------------- | ----------- | --- | -------- | -------------- |
| Klosterhof 51° 32′ 30″ N, 9° 37′ 29″ O               | Kirche      | Die Klosterkirche von Kloster Bursfelde wurde im Ursprung im 11. Jahrhundert erbaut. Heute ist es eine dreischiffige Kirche ohne Querschiff. Ab Mitte des 19. Jahrhunderts wurde der Chor als Gemeindekirche genutzt und dazu umfangreich umgebaut. | 36468679 |                |
| Klosterhof 51° 32′ 29″ N, 9° 37′ 28″ O               | Wohnhaus    | | 36468633 | Weitere Bilder |
| Klosterhof 51° 32′ 28″ N, 9° 37′ 30″ O               | Backhaus    | | 36468656 |                |
| Klosterhof 51° 32′ 28″ N, 9° 37′ 26″ O               | Backhaus    | | 36468585 | BW             |
| Klostergut 17 51° 32′ 35″ N, 9° 37′ 24″ O            | Mühle       | | 36468540 | BW             |
| Klostergut 16, 18, 20 51° 32′ 34″ N, 9° 37′ 27″ O    | Wohnhaus    | | 36468463 | BW             |
| Klostergut 8, 10, 12, 14 51° 32′ 34″ N, 9° 37′ 30″ O | Wohnhaus    | ehem. Tagelöhnerhaus | 36468486 | BW             |
| Klostergut 51° 32′ 33″ N, 9° 37′ 31″ O               | Schmiede    | | 36468609 | BW             |
| Klostergut 51° 32′ 32″ N, 9° 37′ 31″ O               | Garten      | | 36468702 |                |

### Sonstige Baudenkmale
| Lage                                            | Bezeichnung                    | Beschreibung | ID | Bild           |
| ----------------------------------------------- | ------------------------------ | --- | -- | -------------- |
| Fährstraße 1 51° 29′ 53″ N, 9° 36′ 30″ O        | Wohn- und Wirtschaftsgebäude   | |    |                |
| Fährstraße 5 51° 29′ 54″ N, 9° 36′ 24″ O        | ehem. Fährhaus                 | |    |                |
| Hauptstraße 3 51° 29′ 48″ N, 9° 36′ 33″ O       | Wohnhaus                       | |    |                |
| Hauptstraße 5 51° 29′ 50″ N, 9° 36′ 33″ O       | Wohnhaus                       | |    |                |
| Hauptstraße 8 51° 29′ 50″ N, 9° 36′ 34″ O       | Wohnhaus                       | |    |                |
| Hauptstraße 9 51° 29′ 51″ N, 9° 36′ 32″ O       | Wohnhaus                       | |    |                |
| Hauptstraße 24 51° 29′ 57″ N, 9° 36′ 31″ O      | Wohnhaus                       | |    |                |
| Hauptstraße 25 51° 29′ 57″ N, 9° 36′ 29″ O      | Wohn-/Wirtschaftsgebäude       | |    |                |
| Hauptstraße 26 51° 29′ 57″ N, 9° 36′ 31″ O      | Wohn-/Wirtschaftsgebäude       | |    |                |
| Hauptstraße 28 51° 29′ 58″ N, 9° 36′ 30″ O      | Wohnhaus                       | |    |                |
| Hauptstraße 33 51° 29′ 59″ N, 9° 36′ 28″ O      | Wohn-/Wirtschaftsgebäude       | |    |                |
| Hauptstraße 39 51° 30′ 0″ N, 9° 36′ 26″ O       | Wohnhaus                       | |    |                |
| Hauptstraße 48 51° 30′ 3″ N, 9° 36′ 27″ O       | Wohn-, Stall- und Speicherhaus | |    |                |
| Hinter der Hecke 8 51° 29′ 51″ N, 9° 36′ 30″ O  | Wohnhaus                       | |    |                |
| Im Klimpe 4 51° 29′ 50″ N, 9° 36′ 34″ O         | Wohnhaus                       | |    |                |
| Im Klimpe 6 51° 29′ 50″ N, 9° 36′ 35″ O         | Wohnhaus                       | |    |                |
| Im Klimpe 10 51° 29′ 50″ N, 9° 36′ 37″ O        | Wohn-/Wirtschaftsgebäude       | |    |                |
| Im Klimpe 12 51° 29′ 50″ N, 9° 36′ 38″ O        | Wohnhaus                       | |    |                |
| Marienkirchstraße 8 51° 30′ 3″ N, 9° 36′ 19″ O  | Pfarrhaus                      | |    |                |
| Marienkirchstraße 10 51° 30′ 3″ N, 9° 36′ 20″ O | Kirche St. Marien              | Die Saalkirche St. Marien besitzt einen romanischen Westturm, dessen Erdgeschoss ursprünglich eingewölbt war. Der später angebaute Saalraum mit polygonalem Chorabschluss ist am Südportal inschriftlich auf 1681 datiert. Im Innenraum sind ein Altarretabel aus dem Ende des 17. Jahrhunderts und eine Orgel aus dem Jahr 1820 erhalten. |    | Weitere Bilder |
| Marienkirchstraße 11 51° 30′ 2″ N, 9° 36′ 22″ O | Wohnhaus                       | |    |                |
| Triftstraße 8 51° 30′ 4″ N, 9° 36′ 30″ O        | Wohnhaus                       | |    |                |
| Triftstraße 9 51° 30′ 5″ N, 9° 36′ 32″ O        | Wohnhaus                       | |    |                |
| Triftstraße 10 51° 30′ 4″ N, 9° 36′ 31″ O       | Wohnhaus                       | |    |                |
| Triftstraße 12 51° 30′ 4″ N, 9° 36′ 32″ O       | Wohn-/Wirtschaftsgebäude       | |    |                |
| Triftstraße 14 51° 30′ 4″ N, 9° 36′ 33″ O       | Wohnhaus                       | |    |                |
| Triftstraße 16 51° 30′ 4″ N, 9° 36′ 35″ O       | Wohnhaus                       | |    |                |
| Triftstraße 18 51° 30′ 4″ N, 9° 36′ 35″ O       | Wohnhaus                       | |    |                |
| Triftstraße 20 51° 30′ 4″ N, 9° 36′ 36″ O       | Wohnhaus                       | |    |                |
| Triftstraße 28 51° 30′ 4″ N, 9° 36′ 39″ O       | Wohnhaus                       | |    |                |
| Über dem Anger 2 51° 30′ 5″ N, 9° 36′ 31″ O     | Wohnhaus                       | |    |                |
| Über dem Anger 4 51° 30′ 6″ N, 9° 36′ 30″ O     | Wohnhaus                       | |    |                |
| Unterdorf 9 51° 30′ 7″ N, 9° 36′ 19″ O          | Wohnhaus                       | |    |                |
| Unterdorf 11 51° 30′ 7″ N, 9° 36′ 18″ O         | Wohnhaus                       | |    |                |
| Unterdorf 13 51° 30′ 8″ N, 9° 36′ 17″ O         | Wohnhaus                       | |    |                |
| Unterdorf 14 51° 30′ 9″ N, 9° 36′ 18″ O         | Wohnhaus                       | |    |                |
| Unterdorf 16 51° 30′ 9″ N, 9° 36′ 18″ O         | Wohnhaus                       | |    |                |
| Unterdorf 18 51° 30′ 9″ N, 9° 36′ 17″ O         | Wohnhaus                       | |    |                |
| Unterdorf 20 51° 30′ 10″ N, 9° 36′ 17″ O        | Wohnhaus                       | |    |                |
| Unterdorf 22 51° 30′ 10″ N, 9° 36′ 16″ O        | Wohnhaus                       | |    |                |
| Unterdorf 24 51° 30′ 10″ N, 9° 36′ 15″ O        | Wohnhaus                       | |    |                |
| Unterdorf 26 51° 30′ 10″ N, 9° 36′ 15″ O        | Wohnhaus                       | |    |                |
| Unterdorf 27 51° 30′ 10″ N, 9° 36′ 13″ O        | Wohn- und Wirtschaftsgebäude   | |    |                |
| Wesertalstraße 51° 30′ 59″ N, 9° 35′ 34″ O      | Scheibenkreuzsteine            | |    | BW             |
| Weserstraße 2 51° 29′ 55″ N, 9° 36′ 27″ O       | Wohnhaus                       | |    |                |
| Weserstraße 4 51° 29′ 55″ N, 9° 36′ 26″ O       | Wohnhaus                       | |    |                |
| Weserstraße 11 51° 29′ 56″ N, 9° 36′ 24″ O      | Wohnhaus                       | |    |                |
| Weserstraße 31 51° 30′ 1″ N, 9° 36′ 20″ O       | Wohnhaus                       | |    |                |
| Weserstraße 32 51° 30′ 1″ N, 9° 36′ 21″ O       | Wohnhaus                       | |    |                |
| Weserstraße 38 51° 30′ 3″ N, 9° 36′ 25″ O       | Wohnhaus                       | |    |                |

## Hemeln-Bramburg
| Lage                                       | Bezeichnung | Beschreibung                                                                             | ID       | Bild           |
| ------------------------------------------ | ----------- | ---------------------------------------------------------------------------------------- | -------- | -------------- |
| Bramburgstrraße 51° 31′ 7″ N, 9° 36′ 16″ O | Burg        | Von der mittalalterlichen Höhenburg sind lediglich der Bergfried und Mauerreste erhalten | 41863189 | Weitere Bilder |

## Hilwartshausen

### Gruppe: Klostergut Hilwartshausen mit Kirche
Die Gruppe „Klostergut Hilwartshausen“ besteht aus der geschichtlich bedeutsamen und landschaftsprägenden Anlage mit der romanischen Kirche und dem Herrenhaus und ist aus dem 960 gegründeten Kanonissenstift hervorgegangen. Die Gruppe hat die ID 36464305.

| Lage                                       | Bezeichnung      | Beschreibung | ID       | Bild           |
| ------------------------------------------ | ---------------- | --- | -------- | -------------- |
| Hilwartshausen 51° 26′ 53″ N, 9° 38′ 25″ O | Kirche St. Petri | Die Kirche St. Petri (St. Stefan) stammt aus dem Ende des 13. Jahrhunderts, wurde aber 1687 grundlegend umgebaut und erhielt anstelle des Westturms einen 1880 erneuerten Treppengiebel. Die Ausstattung im Inneren – Kanzel, Altarretabel und Taufstein – stammt aus dem Ende des 17. Jahrhunderts. Die Kirche liegt im Süden des Klosterguts | 36474016 | Weitere Bilder |
| Hilwartshausen 51° 26′ 57″ N, 9° 38′ 27″ O | Herrenhaus       | Das um 1750 errichtete, zweigeschossige Fachwerkgebäude mit umlaufender Vorkragung steht auf einem hohen Bruchsteinsockel und unter einem Krüppelwalmdach. | 36474066 |                |
| Hilwartshausen 51° 26′ 56″ N, 9° 38′ 26″ O | Säule            | Südwestlich des Herrenhauses befindet sich als Rest der früheren Klosterkirche St. Petri von 1150 eine Säule, deren Würfelkapitell dekoriert ist. | 36474042 | BW             |
| Hilwartshausen 51° 26′ 55″ N, 9° 38′ 26″ O | Park             | Südlich des Herrenhauses erstreckt sich bis zur Peterskirche der um 1750 angelegte und zur Weser hin terrassierte Park. | 36474091 | BW             |
| Hilwartshausen 51° 26′ 54″ N, 9° 38′ 26″ O | Turm             | Im Park befindet sich der Rest des um 1800 errichteten sog. Schneckenturms. | 36474120 |                |
| Hilwartshausen 51° 26′ 50″ N, 9° 38′ 22″ O | Stall            | Südlich von der Peterskirche liegt eine Bruchsteinscheune mit Treppengiebel, die als Schafstall genutzt wurde. | 36474143 |                |
| Hilwartshausen 51° 27′ 2″ N, 9° 38′ 31″ O  | Fährhaus         | Das Fährhaus liegt im Nordosten des Klosterguts. | 36474166 | BW             |
| Hilwartshausen 51° 26′ 57″ N, 9° 38′ 22″ O | Allee            | Die Zufahrt zum Klostergut ist als Allee gestaltet. | 36474190 | BW             |
| Hilwartshausen 51° 27′ 3″ N, 9° 38′ 32″ O  | Weg              | Der Weg zur Fährstelle im Nordosten des Klosterguts ist mit Katzenkopfsteinen gepflastert. | 36474213 | BW             |
| Hilwartshausen 51° 26′ 57″ N, 9° 38′ 31″ O | Einfriedung      | Das Klostergut ist zur Weser hin mit einer Mauer eingefriedet. | 36474238 | BW             |

### Gruppe: Vorwerk Eichhof
Die Gruppe „Vorwerk Eichhof“ hat die ID 36464323 und besteht aus dem ehemaligen Vorwerk des Klosters Hilwartshausen mit der im Kern mittelalterlichen Zehntscheune, weiteren Scheunen und dem Wohn-/Wirtschaftsgebäude aus dem 18. Jahrhundert.

| Lage                                                  | Bezeichnung | Beschreibung | ID       | Bild           |
| ----------------------------------------------------- | ----------- | --- | -------- | -------------- |
| Leineweberstraße / Eichhof 51° 27′ 3″ N, 9° 38′ 46″ O | Wohnhaus    | Das Haupthaus des Eichhofs wurde im 18. Jahrhundert errichtet und in der zweiten Hälfte des 19. Jahrhunderts umgebaut. Ein gotischer Speicher ist angebaut. | 36474261 | Weitere Bilder |
| Leineweberstraße / Eichhof 51° 27′ 1″ N, 9° 38′ 48″ O | Mühle       | Die frühere Schlagmühle wurde mittlerweile abgerissen. | 36474284 | Weitere Bilder |
| Leineweberstraße / Eichhof 51° 27′ 2″ N, 9° 38′ 46″ O | Scheune     | Die früher als Zinsboden genutzte Scheune befindet sich südlich des Wohnhauses.                                                                             | 36474307 | Weitere Bilder |
| Leineweberstraße / Eichhof 51° 27′ 3″ N, 9° 38′ 48″ O | Scheune     | Die große Scheune wurde 1891 errichtet. | 36474330 | Weitere Bilder |
| Leineweberstraße / Eichhof 51° 27′ 2″ N, 9° 38′ 49″ O | Stall       | Der frühere Schafstall befindet sich im Osten des Vorwerks.                                                                                                 | 36474353 | Weitere Bilder |

## Laubach

### Einzelbaudenkmale
| Lage                                         | Bezeichnung              | Beschreibung | ID       | Bild |
| -------------------------------------------- | ------------------------ | --- | -------- | ---- |
| An der Schlede 4 51° 23′ 54″ N, 9° 42′ 43″ O | Kirche                   | Die schlichte, dreiachsige Saalkirche ist aus verputztem Natursteinmauerwerk mit hellen Werksteineinfassungen errichtet. Das Dach trägt einen verschieferten Giebelreiter. | 36474398 |      |
| Hergraben 5 51° 23′ 55″ N, 9° 42′ 45″ O      | Wohnhaus                 | | 36474419 |      |
| Laubachstraße 39 51° 23′ 55″ N, 9° 42′ 38″ O | Wohn-/Wirtschaftsgebäude | | 36474459 |      |

## Lippoldshausen

### Gruppe: Ortskern Lippoldshausen
Die Gruppe „Ortskern Lippoldshausen“ hat die ID 36464651.

| Lage                                          | Bezeichnung              | Beschreibung | ID       | Bild           |
| --------------------------------------------- | ------------------------ | --- | -------- | -------------- |
| Alter Schulweg 1 51° 25′ 0″ N, 9° 43′ 39″ O   | Wohnhaus                 | | 36474506 |                |
| Alter Schulweg 2 51° 25′ 1″ N, 9° 43′ 40″ O   | Wohnhaus                 | | 36474529 |                |
| Alter Schulweg 3 51° 25′ 0″ N, 9° 43′ 39″ O   | Wohnhaus                 | | 36474572 | BW             |
| Alter Schulweg 3 51° 25′ 1″ N, 9° 43′ 38″ O   | Speicher                 | | 36474594 |                |
| Alter Schulweg 4 51° 25′ 1″ N, 9° 43′ 39″ O   | Kirche St. Michaelis     | Der Saalraum der Michaeliskirche wurde 1753 errichtet. Das Erdgeschoss des Ostturms ist überwölbt, es dient als Chorraum und ist mit gotischen Fresken ausgemalt, die inschriftlich 1444 datiert sind und 1911 wiederentdeckt wurden. Die Orgel wurde 1798 von Stephan Heeren gebaut. Der Kanzelaltar stammt aus der Spätgotik. | 36474615 | Weitere Bilder |
| Alter Schulweg 7 51° 25′ 2″ N, 9° 43′ 38″ O   | Schule                   | ehemalige Schule | 36474637 |                |
| Alter Schulweg 9 51° 25′ 2″ N, 9° 43′ 40″ O   | Schule                   | | 36474659 | BW             |
| Im Graben 1 51° 24′ 59″ N, 9° 43′ 39″ O       | Wohnhaus                 | | 36474703 |                |
| Im Graben 1 51° 24′ 59″ N, 9° 43′ 39″ O       | Scheune                  | die Scheune wurde 2006 abgerissen | 36474681 | BW             |
| Raiffeisenstraße 1 51° 25′ 1″ N, 9° 43′ 44″ O | Wohnhaus                 | | 36474729 |                |
| Raiffeisenstraße 2 51° 25′ 0″ N, 9° 43′ 44″ O | Wohn-/Wirtschaftsgebäude | | 36474750 |                |
| Raiffeisenstraße 3 51° 25′ 1″ N, 9° 43′ 46″ O | Wohnhaus                 | | 36474772 |                |
| Raiffeisenstraße 4 51° 25′ 1″ N, 9° 43′ 47″ O | Wohnhaus                 | | 36474793 | BW             |
| Raiffeisenstraße 5 51° 25′ 2″ N, 9° 43′ 46″ O | Wohnhaus                 | | 36474814 | BW             |
| Raiffeisenstraße 8 51° 25′ 1″ N, 9° 43′ 48″ O | Wohnhaus                 | | 36474835 | BW             |
| Thingplatz 51° 25′ 0″ N, 9° 43′ 42″ O         | Platz                    | | 36474856 |                |
| Thingplatz 51° 25′ 0″ N, 9° 43′ 43″ O         | Einfriedung              | | 36475384 |                |
| Thingplatz 51° 25′ 0″ N, 9° 43′ 42″ O         | Ehrenmal                 | | 36474879 |                |
| Thingplatz 2/4 51° 25′ 1″ N, 9° 43′ 43″ O     | Wohnhaus                 | | 36474900 |                |
| Thingplatz 5 51° 25′ 0″ N, 9° 43′ 42″ O       | Wohnhaus                 | | 36474921 |                |
| Thingplatz 6 51° 25′ 1″ N, 9° 43′ 42″ O       | Wohnhaus                 | | 36474966 | BW             |
| Thingplatz 7 51° 25′ 0″ N, 9° 43′ 42″ O       | Wohnhaus                 | | 36474987 | BW             |
| Thingplatz 8 51° 25′ 1″ N, 9° 43′ 41″ O       | Wohnhaus                 | | 36475009 | BW             |
| Thingplatz 9 51° 25′ 0″ N, 9° 43′ 41″ O       | Wohnhaus                 | | 36475030 | BW             |
| Thingplatz 11 51° 25′ 0″ N, 9° 43′ 40″ O      | Wohnhaus                 | | 36475051 |                |

### Gruppe: Im Graben 19
Die Gruppe „Im Graben 19“ hat die ID 36464685.

| Lage                                     | Bezeichnung | Beschreibung | ID       | Bild |
| ---------------------------------------- | ----------- | ------------ | -------- | ---- |
| Im Graben 19 51° 24′ 58″ N, 9° 43′ 30″ O | Wohnhaus    |              | 36475094 |      |
| Im Graben 19 51° 24′ 58″ N, 9° 43′ 31″ O | Backhaus    |              | 36475120 |      |
| Im Graben 19 51° 24′ 58″ N, 9° 43′ 31″ O | Bach        |              | 36475142 |      |
| Im Graben 19 51° 24′ 58″ N, 9° 43′ 31″ O | Brücke      |              | 36475166 |      |

### Gruppe: Hofanlage Dunkweg 3
Die Gruppe „Hofanlage Dunkweg 3“ hat die ID 36464669.

| Lage                                  | Bezeichnung | Beschreibung | ID       | Bild |
| ------------------------------------- | ----------- | ------------ | -------- | ---- |
| Dunkweg 3 51° 24′ 56″ N, 9° 43′ 46″ O | Wohnhaus    |              | 36475072 |      |
| Dunkweg 3 51° 24′ 56″ N, 9° 43′ 48″ O | Scheune     |              | 36475296 |      |
| Dunkweg 3 51° 24′ 55″ N, 9° 43′ 46″ O | Wohnhaus    |              | 36475274 |      |

### Einzelbaudenkmale
| Lage                                     | Bezeichnung | Beschreibung | ID       | Bild |
| ---------------------------------------- | ----------- | ------------ | -------- | ---- |
| Kesselbach 8 51° 24′ 59″ N, 9° 43′ 49″ O | Wohnhaus    |              | 36475210 |      |

## Mielenhausen

### Gruppe: Hofanlage Oberdorf 18
Die Gruppe „Hofanlage Oberdorf 18“ hat die ID 36464703.

| Lage                                    | Bezeichnung | Beschreibung | ID       | Bild |
| --------------------------------------- | ----------- | --- | -------- | ---- |
| Oberdorf 18 51° 27′ 20″ N, 9° 41′ 49″ O | Hofstelle   | Das Wohnhaus des Hofes wurde in der zweiten Hälfte des 18. Jahrhunderts erbaut. es ist ein zweigeschossiges Fachwerkhaus mit einem Krüppelwalmdach. Die Fassade ist geprägt durch ein Zwerchhaus. | 36475430 |      |
| Oberdorf 18 51° 27′ 21″ N, 9° 41′ 48″ O | Scheune     | die Scheune wurde abgerissen | 36475667 | BW   |

### Einzelbaudenkmale
| Lage                                    | Bezeichnung              | Beschreibung | ID       | Bild |
| --------------------------------------- | ------------------------ | --- | -------- | ---- |
| Duur Weg 4 51° 27′ 20″ N, 9° 41′ 51″ O  | Wohnhaus                 | Das Wohnhaus wurde zu Beginn des 18. Jahrhunderts erbaut. Es ist ein zweigeschossiges Fachwerkhaus mit einem Krüppelwalmdach, die Geschosse sind leicht überkragend. | 36475458 | BW   |
| Duur Weg 5 51° 27′ 21″ N, 9° 41′ 50″ O  | Wohn-/Wirtschaftsgebäude | Das Haus ist wahrscheinlich das älteste Haus des Ortes. Es wurde um 1700 erbaut. Es ist ein traufständiges Fachwerkhaus.                                             | 36475487 |      |
| Oberdorf 11 51° 27′ 19″ N, 9° 41′ 53″ O | Wohnhaus                 | | 36475535 |      |
| Oberdorf 11 51° 27′ 16″ N, 9° 42′ 1″ O  | Baumbestand              | | 36475755 |      |
| Oberdorf 11 51° 27′ 16″ N, 9° 42′ 1″ O  | Bruchsteinstützmauer     | | 36475775 |      |
| Oberdorf 11 51° 27′ 16″ N, 9° 42′ 1″ O  | Staketzaun               | | 36475798 |      |
| Oberdorf 23 51° 27′ 19″ N, 9° 41′ 47″ O | Wohnhaus                 | Das Wohnhaus wurde 2013 abgerissen | 36475558 | BW   |
| Oberdorf 34 51° 27′ 19″ N, 9° 41′ 42″ O | Wohnhaus                 | | 36475579 |      |

## Oberode

### Gruppe: Hubertusweg 3
Die Gruppe „Hubertusweg 3“ hat die ID 6464719.

| Lage                                     | Bezeichnung  | Beschreibung | ID       | Bild |
| ---------------------------------------- | ------------ | --- | -------- | ---- |
| Hubertusweg 3 51° 23′ 6″ N, 9° 45′ 44″ O | Wohnhaus     | Das Haus wurde 1904 erbaut. Es ist eine Dreiflügelanlage und wird heute als Tagungsstätte und Erholungsheim genutzt. Das Haus befindet sich außerhalb des Ortes. | 36491580 |      |
| Hubertusweg 3 51° 23′ 5″ N, 9° 45′ 38″ O | Nebengebäude | | 36491603 |      |

### Einzelbaudenkmale
| Lage                                           | Bezeichnung | Beschreibung | ID       | Bild |
| ---------------------------------------------- | ----------- | ------------ | -------- | ---- |
| Untere Dorfstraße 16 51° 23′ 9″ N, 9° 45′ 5″ O | Brennhütte  |              | 36491646 |      |

## Volkmarshausen

### Gruppe: Rehhagen 3, 7
Die Gruppe „Rehhagen 3, 7“ hat die ID 36464784.

| Lage                                   | Bezeichnung | Beschreibung | ID       | Bild |
| -------------------------------------- | ----------- | ------------ | -------- | ---- |
| Rehhagen 3 51° 26′ 50″ N, 9° 39′ 50″ O | Wohnhaus    |              | 36491766 | BW   |
| Rehhagen 7 51° 26′ 51″ N, 9° 39′ 50″ O | Wohnhaus    |              | 36491789 | BW   |
| Rehhagen 3 51° 26′ 50″ N, 9° 39′ 50″ O | Einfriedung |              | 36492008 | BW   |

### Gruppe: Leineweberstraße 15, 17
Die Gruppe „Leineweberstraße 15, 17“ hat die ID 36464739.

| Lage                                            | Bezeichnung | Beschreibung | ID       | Bild |
| ----------------------------------------------- | ----------- | ------------ | -------- | ---- |
| Leineweberstraße 15 51° 26′ 48″ N, 9° 39′ 53″ O | Wohnhaus    |              | 36491721 |      |

### Gruppe: Hofanlage Leineweberstraße 29
Die Gruppe „Hofanlage Leineweberstraße 29“ hat die ID 36464864.

| Lage                                            | Bezeichnung | Beschreibung | ID       | Bild |
| ----------------------------------------------- | ----------- | ------------ | -------- | ---- |
| Leineweberstraße 29 51° 26′ 47″ N, 9° 39′ 46″ O | Hofanlage   |              | 36491886 | BW   |
| Leineweberstraße 29 51° 26′ 46″ N, 9° 39′ 46″ O | Gebäude     |              | 36491906 | BW   |
| Leineweberstraße 29 51° 26′ 47″ N, 9° 39′ 46″ O | Gebäude     |              | 36491926 | BW   |

### Gruppe: Leineweberstraße 38, 40
Die Gruppe „Leineweberstraße 38, 40“ hat die ID 36464864.

| Lage                                            | Bezeichnung | Beschreibung | ID       | Bild |
| ----------------------------------------------- | ----------- | ------------ | -------- | ---- |
| Leineweberstraße 38 51° 26′ 49″ N, 9° 39′ 44″ O | Wohnhaus    |              | 36491721 | BW   |
| Leineweberstraße 40 51° 26′ 48″ N, 9° 39′ 44″ O | Wohnhaus    |              | 36491743 | BW   |
| Leineweberstraße 40 51° 26′ 48″ N, 9° 39′ 45″ O | Einfriedung |              | 36492030 | BW   |

### Einzelbaudenkmale
| Lage                                           | Bezeichnung              | Beschreibung | ID       | Bild           |
| ---------------------------------------------- | ------------------------ | --- | -------- | -------------- |
| Leineweberstraße 2 51° 26′ 47″ N, 9° 39′ 58″ O | Wohnhaus                 | | 36491832 |                |
| Rehhagen 8 51° 26′ 51″ N, 9° 39′ 51″ O         | Wohn-/Wirtschaftsgebäude | | 36491811 |                |
| 51° 26′ 43″ N, 9° 40′ 17″ O                    | Eisenbahntunnel          | Die Ortsangabe für den Volkmarshäuser Tunnel bezieht sich auf das Südportal. Das nördliche Portal befindet sich hier | 36488990 | Weitere Bilder |

## Wiershausen
| Lage                                            | Bezeichnung                | Beschreibung | ID       | Bild           |
| ----------------------------------------------- | -------------------------- | --- | -------- | -------------- |
| Auf dem Eichsfeld 9 51° 25′ 28″ N, 9° 42′ 59″ O | Wohnhaus                   | | 36492251 |                |
| Auf dem Kniepe 2 51° 25′ 27″ N, 9° 42′ 51″ O    | Wohnhaus                   | | 36492272 |                |
| Auf dem Kniepe 5 51° 25′ 26″ N, 9° 42′ 52″ O    | Pfarrhaus                  | Teil einer Gruppe baulicher Anlagen (gemäß § 3 Abs. 3 S. 1 NDSchG) | 36492139 |                |
| Auf dem Kniepe 5 51° 25′ 26″ N, 9° 42′ 54″ O    | Scheune                    | Teil einer Gruppe baulicher Anlagen (gemäß § 3 Abs. 3 S. 1 NDSchG) | 36492161 | BW             |
| Im Bruchhof 1 51° 25′ 34″ N, 9° 42′ 41″ O       | Wohnhaus                   | Teil einer Gruppe baulicher Anlagen (gemäß § 3 Abs. 3 S. 1 NDSchG) | 36492183 |                |
| Im Bruchhof 3 51° 25′ 35″ N, 9° 42′ 42″ O       | Wohn-/Wirtschaftsgebäude   | Teil einer Gruppe baulicher Anlagen (gemäß § 3 Abs. 3 S. 1 NDSchG) | 36492206 |                |
| Im Bruchhof 9 51° 25′ 35″ N, 9° 42′ 45″ O       | Wohn-/Wirtschaftsgebäude   | Teil einer Gruppe baulicher Anlagen (gemäß § 3 Abs. 3 S. 1 NDSchG) | 36492229 |                |
| Im Bruchhof 14 51° 25′ 35″ N, 9° 42′ 48″ O      | Wohn-/Wirtschaftsgebäude   | | 36492292 |                |
| Im Dorfe 13 51° 25′ 31″ N, 9° 42′ 49″ O         | Wohnhaus                   | | 36492354 |                |
| Im Dorfe 16 51° 25′ 31″ N, 9° 42′ 50″ O         | Wohn-/Wirtschaftsgebäude   | Wohn-/Wirtschaftsgebäude, bez. | 36492375 |                |
| Im Dorfe 4 51° 25′ 29″ N, 9° 42′ 52″ O          | Kirche St. Petri           | | 36492312 | Weitere Bilder |
| Letzter Heller 7 51° 24′ 36″ N, 9° 42′ 31″ O    | Gasthaus                   | Zu Raubritterzeiten befand sich längs der Werra der Handelsweg von Bayern kommend nach Norden. Helmo von der Lippoldsburg machte im Verein mit den Herren von der Brackenburg und von der Spiegelburg manchen Überfall. Danach schwelgten sie im Wegekrug am Eingang des Ilkstales. Eines Abends verspielte Helmo beim Würfeln sein ganzes Geld bis auf seinen letzten Heller. Diesen setzte er noch zusammen mit seiner Burg. Vergebens! Unter dem höhnischen Gelächter seiner Kumpane stürmte er hinaus und prallte auf den Teufel. Gegen das Versprechen, keinem Geistlichen auf seiner Burg Aufenthalt oder Obdach zu gewähren, händigte dieser ihm einen Beutel Geldes aus. Seine Frau hatte aber zur Tauffeier ihres Erstgeborenen einen Pater kommen lassen und beherbergte ihn in der Burg. Vom nächsten Beutezug kehrten die Männer unverrichteter Dinge zurück, allerdings ohne Helmo, der später mit umgedrehtem Halse gefunden wurde. Zur Erinnerung an jene schreckliche Begebenheit nannte man den Wegekrug von Veit Meier den 'Letzten Heller'. | 36492119 |                |
| 51° 24′ 29″ N, 9° 42′ 34″ O                     | Staustufe „Letzter Heller“ | Die Staustufe liegt direkt an der B 80. Errichtet wurde sie von 1921 bis 1924. Der heutige Name lautet Laufwasserkraftwerk Werrawerk. |          |                |

## Ehemalige Baudenkmale
| Lage                                                     | Bezeichnung       | Beschreibung | ID       | Bild                                                                                         |
| -------------------------------------------------------- | ----------------- | --- | -------- | -------------------------------------------------------------------------------------------- |
| Bonaforth Am Felde 11 51° 24′ 4″ N, 9° 37′ 40″ O         | Wohnhaus          | |          | [[Vorlage:Bilderwunsch/code!/C:51.401239,9.627769!/D:Bonaforth Am Felde 11, Wohnhaus!/\|BW]] |
| Bonaforth 51° 23′ 21″ N, 9° 37′ 44″ O                    | Mordsteine Münden | Die Mordsteine befinden sich in der Nähe einer Brücke an der B 496. Die Brücke überquert hier das Steinbachtal, sie wird auch Franzosenbrücke genannt, als Erinnerung an Kämpfe mit Franzosen im Siebenjährigen Krieg. Die zwei Mordsteine sind Erinnerungsmale und wurden 1614 aufgestellt. | 28981954 |                                                                                              |
| Hedemünden 51° 23′ 35″ N, 9° 46′ 38″ O                   | Friedhof          | Der ehemalige Jüdische Friedhof Hedemünden mit 22 Grabsteinen stammt auf der Zeit von 1821 bis 1895 |          |                                                                                              |
| Mielenhausen Hohler Graben 1 51° 27′ 18″ N, 9° 41′ 59″ O | Wohnhaus          | |          |                                                                                              |
| Mielenhausen Oberdorf 24 51° 27′ 20″ N, 9° 41′ 46″ O     | Wohnhaus          | |          |                                                                                              |
| Oberode Meinte 9 51° 23′ 8″ N, 9° 44′ 56″ O              | Wohnhaus          | Das Haus wurde laut Inschrift im Jahre 1711 erbaut und in der zweiten Hälfte des 18. Jahrhunderts erweitert. Das Haus ist ein Fachwerkhaus mit, die Wände sind reich verziert. Es ist somit wohl das älteste Haus des Ortes. -- Das Gebäude existiert seit Jahrzehnten nicht mehr            |          | [[Vorlage:Bilderwunsch/code!/C:51.385596,9.74895!/D:Oberode Meinte 9, Wohnhaus!/\|BW]]       |
| Volkmarshausen Leineweberstraße 12A                      | Wohnhaus          | |          |                                                                                              |
| Volkmarshausen Leineweberstraße 17                       | Wohnhaus          | |          |                                                                                              |